# Edoardo in Iscozia
Edoardo in Iscozia è un'opera in due atti di Carlo Coccia, su libretto di Domenico Gilardoni. Fu rappresentata per la prima volta l'8 maggio 1831 al Teatro San Carlo di Napoli.
Gli interpreti della prima rappresentazione furono i seguenti:
| Personaggio | Registro vocale | Interprete             |
| ----------- | --------------- | ---------------------- |
| Edoardo     | basso           | Gennaro Ambrosini      |
| D'Athol     | tenore          | Berardo Calvari Winter |
| Amelia      | soprano         | Luigia Boccabadati     |
| Ilda        | soprano         | Kintherlant            |
| D'Argyle    | tenore          | Giovanni Basadonna     |
| Guido       | baritono        | Antonio Tamburini      |
| Edvige      | contralto       | Edvige Ricci           |

## Trama
L'azione ha luogo in Skye, isola della Scozia Meridionale, nel XVIII secolo.
Edoardo ha dichiarato guerra al re d'Inghilterra Giorgio II per riottenere il trono per la sua casata, ma è stato sconfitto e deve riparare in un'isola scozzese.

### Atto I
D'Argyle, comandante delle truppe inglesi, è giunto sull'isola dove si dice che abbia trovato rifugio Edoardo, per catturarlo. Il signore dell'isola, mylord D'Athol, è assente ma il suo ritorno è atteso a breve. Amelia, moglie di d'Athol, incontra un uomo in vesti lacere che cerca di nascondersi, e riconosce in lui Edoardo: memore che un giorno Edoardo ha salvato la vita a D'Athol, lo protegge facendo credere a D'Argyle che si tratti di D'Athol stesso, naufragato nei pressi dell'isola, approfittando del fatto che un misterioso relitto è stato appena avvistato.
D'Argyle è promesso sposo a Ilda, sorella di Amelia, ma questa è in realtà innamorata di Edoardo. Ilda chiede a D'Argyle di aiutare Edoardo, se lo catturerà, a fuggire, e in questo caso accetterà il matrimonio indesiderato, ma D'Argyle rifiuta.
In seguito un uomo giunge a riva dal relitto, e viene catturato dagli uomini di D'Argyle. Si tratta proprio di D'Athol, naufragato rientrando sull'isola, ma non viene creduto quando rivela la propria identità. Portato davanti ad Amelia, vede Edoardo che viene creduto se stesso, capisce la situazione e decide di non tradirlo, accettando di essere fatto prigioniero al posto del suo antico salvatore. A nulla valgono le suppliche di Ilda e Amelia per cercare di farsi affidare il finto Edoardo da D'Argyle, che lo fa incarcerare.

### Atto II
Un battello approda per prelevare e portare via Edoardo, ma questo non riesce a salirvi perché alcuni ufficiali di D'Argyle, che però continuano a crederlo D'Athol, lo infastidiscono. Intanto Amelia è riuscita a ottenere da D'Argyle un colloquio con il marito prigioniero, e poi a farselo consegnare. Edoardo, in preda ai rimorsi per i pericoli che sta facendo correre a D'Athol, vorrebbe svelarsi, ma ciò gli viene impedito da Ilda, che sostiene con D'Argyle che lo stesso Edoardo preme perché si svolga il loro matrimonio.
In seguito, Edoardo riesce ad imbarcarsi su un battello e fuggire. Quindi, D'Athol si può svelare a D'Argyle come il vero signore dell'isola, raccontandogli di avere voluto aiutare chi un tempo gli aveva salvato la vita. D'Argyle gli replica che egli ha solo anticipato le intenzioni del re, che ha appena inviato l'ordine di lasciare libero Edoardo. Mentre Amelia sente ritornare la serenità, si vede sul mare la flotta illuminata che ha salvato Edoardo.

## Struttura musicale
- Sinfonia

### Atto I
- N. 1 - Introduzione e Cavatina di Amelia Al mar. Dischiuse aurora - Da un pensier fui preso allora (Coro, D'Argyle, Amelia)
- N. 2 - Duetto fra Edoardo ed Amelia Caddi fra' miei già vinti (Edoardo, Amelia, Coro)
- N. 3 - Cavatina di Ilda Da lui m'allontanava (Ilda, Eduige)
- N. 4 - Duetto fra D'Argyle ed Ilda Tu mi guardi, e poi sospiri
- N. 5 - Finale I Ei schernito il volto asconde (D'Argyle, Coro, Ilda, Amelia, D'Athol, Edoardo)

### Atto II
- N. 6 - Coro ed Aria di Edoardo Qui accorrete!... Un palischermo -  Non speranze di grandezza (Coro, Edoardo, Guido, Amelia, D'Argyle, Ilda)
- N. 7 - Duetto fra Amelia e D'Athol Parlargli vorrei
- N. 8 - Aria di Ilda Là d'Imene all'ara accanto (Ilda, D'Argyle, Edoardo, Guido, Coro)
- N. 9 - Terzetto fra D'Athol, Edoardo ed Ilda L'ira sua con me contrasti
- N. 10 - Aria Finale di Amelia Se il vedevi in quell'istante (Amelia, D'Argyle, Coro, Eduige, D'Athol, Ilda, Guido)